# Гімн лівів
«Моя́ Вітчи́зно» (лів. Min izāmō) — гімн лівського народу. Написаний 1923 року лівським письменником Карлі Сталте напередодні національного свята в селі Мазірбе. Композитор — фін німецького походження Фредріку Паціусу; музика створена 1848 року, ідентична музиці гімнів Фінляндії та Естонії. Вперше виконаний 18 листопада 1923 року хором села Мазірбе.

## Текст

### Лівською
Min izāmō
Min izāmō, min sindimō
ūod ārmaz rānda sa,
kus rāndanaigās kazābõd
vel vanād, vizād piedāgõd.
Min ārmaz īlmas ūod set sa,
min tõurõz izāmō.
Min izāmō, min sindimō
ūod ārmaz rānda sa,
kus lāinõd mierstõ vīerõbõd
ja rāndan sūdõ āndabõd.
Min ārmaz īlmas ūod set sa,
min tõurõz izāmō.
Min izāmō, min sindimō
ūod ārmaz rānda sa,
kus jelābõd īd kalāmīed,
kis mīer pǟl ātõ pävad, īed.
Min ārmaz īlmas ūod set sa,
min tõurõz izāmō.
Min izāmō, min sindimō
ūod ārmaz rānda sa,
kus kūltõb um vel pivā ēļ -
min amā ārmaz rāndakēļ.
Min ārmaz īlmas ūod set sa,
min tõurõz izāmō.

### Українською
Моя Вітчизно
Моя Вітчизно, Батьківщино моя,
Ти мій улюблений берег,
Де на березі все ще ростуть
Сосни старі та міцні.
Ти єдина моя у світі любов,
Моя дорога Вітчизно.
Моя Вітчизно, Батьківщино моя,
Ти мій улюблений берег,
Де хвилі котять від моря
Й цілують рідний берег.
Ти єдина моя у світі любов,
Моя дорога Вітчизно.
Моя Вітчизно, Батьківщино моя,
Ти мій улюблений берег,
Місце, де рибалки живуть
Що вдень і вночі у морі.
Ти єдина моя у світі любов,
Моя дорога Вітчизно.
Моя Вітчизно, Батьківщино моя,
Ти мій улюблений берег,
Там, де мова рідна ще й досі звучить
Найулюбленіша лівська мова.
Ти єдина моя у світі любов,
Моя дорога Вітчизно.